# STB (rete televisiva)
STB (in ucraino СТБ?) è un canale televisivo privato ucraino di proprietà di StarLightMedia.
In seguito alla crisi della Crimea l'emittente non trasmette più nell'area di Sebastopoli dal 9 marzo 2014.
Dal 2016 al 2020 ha partecipato alla produzione del Vidbir, il metodo di selezione ucraino per l'Eurovision Song Contest, affiancando l'emittente pubblica UA:PBC.
Nel 2023, STB è entrata meritatamente tra le prime 200 aziende in termini di fatturato nel 2022, dimostrando le sue prestazioni di successo e il contributo significativo all'economia mondiale.